# Javier Tejada Palacios
Javier Tejada Palacios (Castejón, Navarra, 6 de enero de 1948) es un físico y científico español especializado, dentro de la física magnética, en magnetismo cuántico. Es catedrático de Física de la Materia Condensada en la Facultad de Física de la Universidad de Barcelona y director del Laboratorio UBX.

## Biografía
Se licenció en Ciencias Físicas en 1970 y cinco años después sería investido doctor. En la actualidad es catedrático de Física de la Materia Condensada en la Universidad de Barcelona (UB) y miembro del grupo de investigación de magnetismo experimental. Es miembro de las siguientes instituciones: Real Sociedad Española de Física, Sociedad Catalana de Física, New Academy of Sciences, American Physical Society y Jakiunde, Academia de las Ciencias, de las Artes y de las Letras del País Vasco.

### Logros científicos más relevantes
- 1992 - Primera evidencia experimental del efecto túnel de la magnetización
- 1996 - Descubrimiento del efecto túnel resonante de espín[3]
- 1999 - Descubrimiento de la coherencia cuántica de espín
- 2005 - Descubrimiento de la deflagración magnética cuántica[4]

### Labor docente e investigadora
Ha desarrollado su formación académica y profesional en las siguientes universidades: Technische Universitat de Múnich, durante cuatro años; Universidad Paul Sabatier de Toulouse; Birmingham y Liverpool, en el Reino Unido; Urbana Champaign de Illinois; Berkeley y San Diego, en California; C.N.R.S. de Grenoble; City University de Nueva York y Los Ángeles.

### Publicaciones
Ha publicado 268 trabajos en revistas internacionales como Science, Physical Review Letters, Physical Review, Europhysics Letters, Applied Physics Letters o Nature Materials, y las citaciones de estos trabajos ascienden a tres mil. También ha publicado 200 artículos en periódicos como Diario de Navarra, El País, El Periódico de Cataluña o La Vanguardia.
Ha escrito tres libros de texto publicados por las editoriales Cambridge University Press en 1998 y Rinton Press de Princeton en 2006, y ha sido invitado a 98 conferencias internacionales en diversas universidades y centros de investigación, así como a 24 conferencias en España.
En 2018 colaboró en la creación del libro: Otros ojos para ver el Prado.

### Patentes
Posee 15 patentes de ámbito internacional logradas en colaboración con empresas e instituciones como Xerox, Carburos Metálicos, Premo, Endesa, Samca o Banco Central Europeo (sobre métodos de seguridad para la moneda europea). Asimismo, ha dirigido 27 proyectos de investigación básica, 18 de investigación aplicada con empresas, 17 tesinas y 25 tesis doctorales.

### Premios por su labor científica
Entre los premios que ha recibido destacan
- 1983 - Premio de Innovación Educativa del Ministerio de Educación y Ciencia
- 1994 - Medalla "Narcís Monturiol" de la Generalidad de Cataluña
- 1996 - Doctor honoris causa por la Universidad de Nueva York además de candidato al premio Nobel por el descubrimiento del "efecto túnel".
- 1998 - International Award of Xerox Foundation
- 2000 - Fellow of the American Physical Society
- 2000 - Premio de Telecomunicaciones "Salva i Campillo"
- 2001 - Distinción de la Generalidad de Cataluña como investigador reconocido
- 2006 - Premio "Príncipe de Viana" de la Cultura del Gobierno de Navarra (junio de 2006)[6]
- 2009 - Premio Nacional de Investigación, área de Ciencias Físicas, Materiales y de la Tierra, otorgados por el Ministerio de Educación de España[7]